# Arundinaria caudiceps
Arundinaria caudiceps là một loài thực vật có hoa trong họ Hòa thảo. Loài này được Koidz. mô tả khoa học đầu tiên năm 1937.